# Hippolyte Ferrat
Jean Joseph Hippolyte Romain Ferrat fue un escultor francés nacido en Aix-en-Provence el 9 de agosto de 1822 y murió en la misma ciudad el 24 de octubre de 1882.

## Datos biográficos
Hermano mayor de Carlos Ferrat y ganador de la ciudad de Aix-en-Provence, fue admitido, el 8 de abril de 1841 en la École des Beaux-Arts de París donde se convirtió en discípulo de James Pradier. Obtuvo el Premio de Roma en 1850. Expuso en el Salón de París de 1849 hasta el 1870.
En 1859, realizó para el Consejo de Estado, una estatua del político François Denis Tronchet, esta estatua fue transferida desde el Palacio Real a la ciudad de Lisieux, donde está ahora. En 1860, una fuente monumental obra de M. de Tournadre, ingeniero civil, fue construida en el centro de la Place de la Rotonde en Aix-en-Provence; Ferrat realiza una de las tres estatuas colocadas en la parte superior de la fuente, la alegoría de las Bellas Artes, las otras dos de la Agricultura y la Justicia fueron, respectivamente, realizadas por Louis-Félix Chabaud y Joseph Ramus.
En 1863, hizo para el hotel del Louvre y la Paz situado en la Canebiére en Marsella, cuatro cariátides que representan a cuatro continentes (Europa, Asia, África y América), cada una con sus atributos, y también esculpe para este Hotel obras alegóricas que representan el sector comercial y el marco de la navegación, que enmarcan el reloj del frontón del edificio. Este hotel será requisado por la Marina Nacional Francesa por decreto del 11 de marzo de 1941, después ocupado por la Kriegsmarine, y de nuevo por la Marina y finalmente vendido a una tienda.
En la escalera del Museo de Bellas Artes, en el Palais Longchamp en Marsella, hizo tres pares de niños que llevan las antorchas dedicadas a Puget, Constantino y Forbin.
Algunas de sus obras están en exhibición en el Museo Granet : El pastor Corydon (estatua de yeso, 1843 ), Emile Loubon (busto de yeso, 1852) y el abad de la Espada (busto de mármol, 1879).
Murió en el antiguo hospital de Aix-en-Provence, sin dinero, el 24 de octubre de 1882.

## Obras

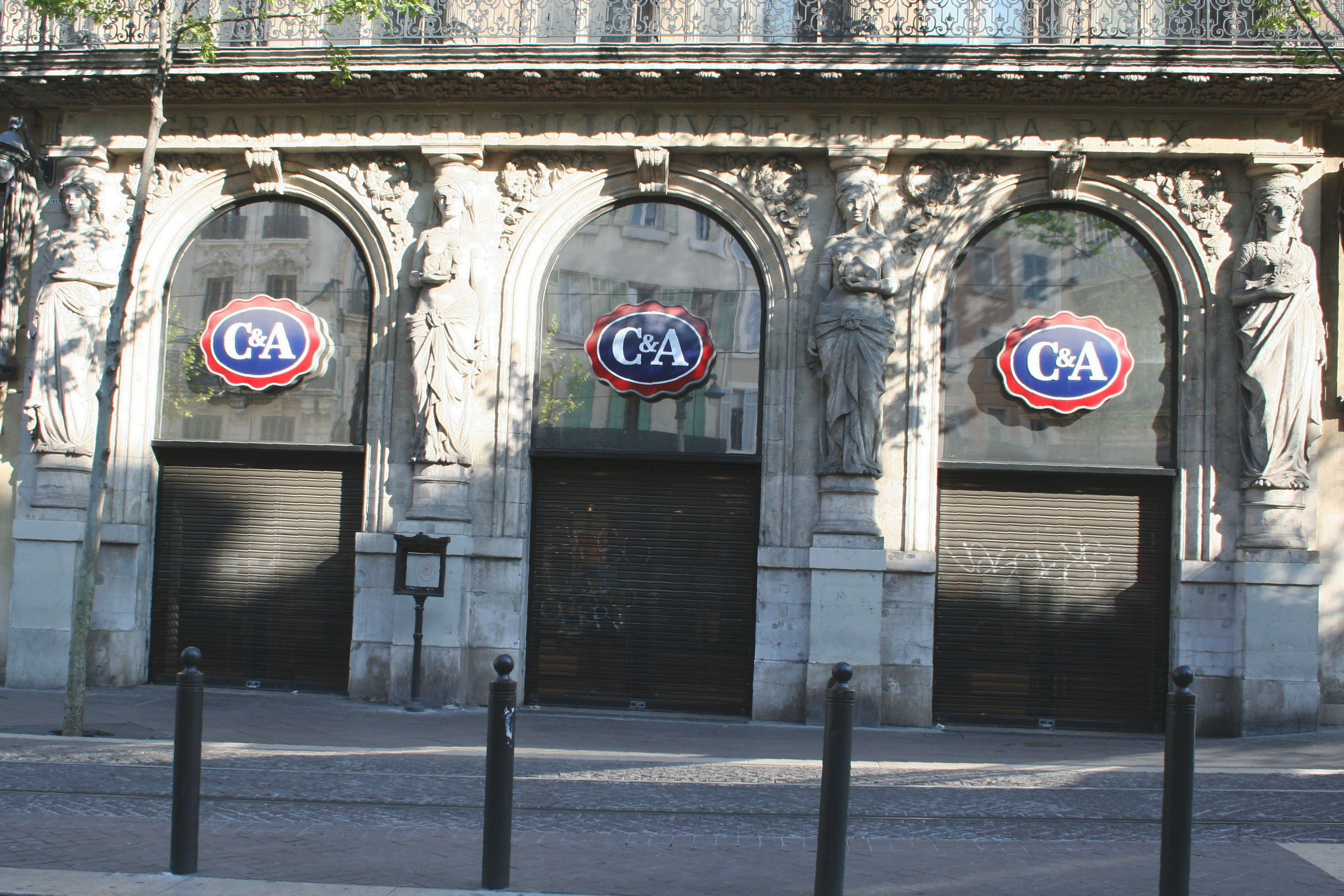
Cariátides del antiguo hôtel du Louvre et de la Paix Canebière - Marseille
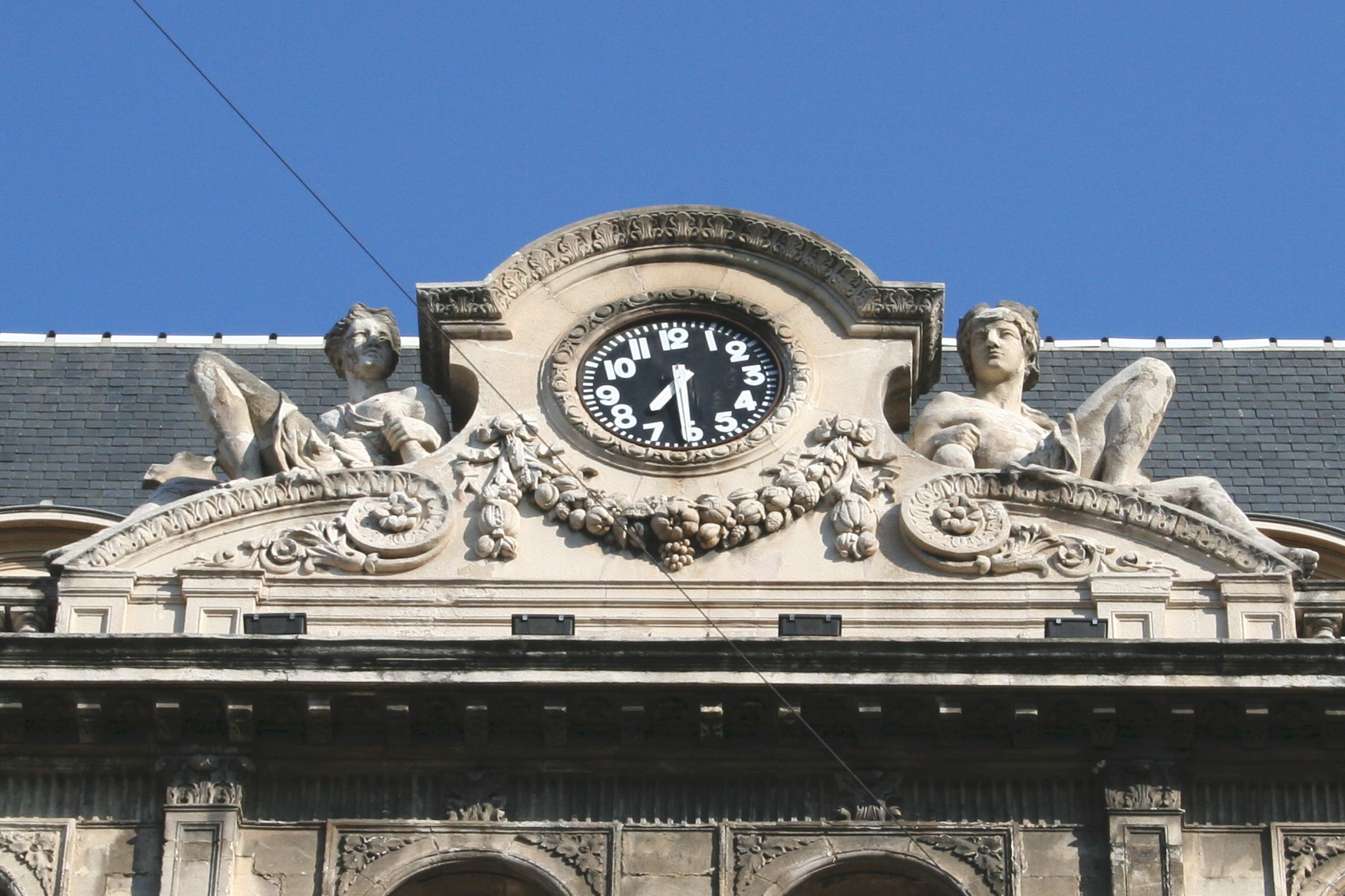
Commerce et navigation Fronton del antiguo hôtel du Louvre et de la Paix Canebière - Marseille

Entre las mejores y más conocidas obras de Hippolyte Ferrat se incluyen las siguientes:
- El pastor Corydon, estatua de yeso, museo Granet de Aix-en-Provence, 1843.
- Antígona y Polinices, boceto en bajo relieve, en gran premio de escultura en la Ecole Nationale des Beaux-Arts, París, 1845.
- Falante recibe de manos de Telémaco la urna con las cenizas de Hipias, relieve de yeso bajo, Musée Granet de Aix-en-Provence, 1847
- La Fundación de Aix, bajorrelieve en terracota, Musée Granet de Aix-en-Provence, 1847.
- Barón Desmichels, busto de mármol, Museo de Versalles de 1850.
- Cipariso, bajorrelieve en el monumento de mármol Pradier, Père-Lachaise, París, 1850.
- HR Colet, medalla de bronce, Cementerio de Montmartre, París, 1851
- Emile Loubon, busto de yeso, museo Granet de Aix-en-Provence, 1852.
- Presidente Debelleyme, la Cámara de Abogados en el Tribunal de Primera Instancia, París, 1857
- Grupo del genio de la pesca, en piedra, el Museo del Louvre, París, 1857.
- Diana de Gabiés, estatua de mármol, el patio del Louvre, 1857.
- Tronchet, estatua de mármol, gran sala del Consejo de Estado, el Palais Royal, París, 1859.
- Astronomía, piedra frontón de la fachada del Palacio de las Tullerías, París, 1865.
- Bellini, busto de mármol, Conservatorio de Música de París, 1865.
- Bourguignon Fabregoules, el museo Granet de Aix-en-Provence, 1867.
- Retrato de E.Rouard, terracota, biblioteca Méjanes, Aix-en-Provence.
- Abbé Charles-Michel de l'Epée, busto de mármol, Museo Granet de Aix-en-Provence, 1879
- Virgen Inmaculada, estatua, iglesia Rousset
- Cristo, de la Iglesia de San Juan de Malte, Aix-en-Provence.
- Fontaine, en el Chateau de Saint-Pons, Gémenos.
- El Ministro Fortoul, busto de mármol, en el Ayuntamiento Digne-les-Bains.
- El príncipe imperial, en el Castillo de Compiègne  (enlace roto disponible en Internet Archive; véase el historial, la primera versión y la última). y  (enlace roto disponible en Internet Archive; véase el historial, la primera versión y la última).

- Cariátides del antiguo hôtel du Louvre et de la Paix
Canebière - Marseille
- Commerce et navigation
Fronton del antiguo hôtel du Louvre et de la Paix
Canebière - Marseille